# Bezirk Locarno
Der Bezirk Locarno (italienisch Distretto di Locarno, umgangssprachlich Locarnese, ehemals Landvogtei Luggarus) ist ein Bezirk des Schweizer Kantons Tessin. Hauptort ist Locarno. 
Der Bezirk gliedert sich in die sieben Kreise (circoli)
- Gambarogno
- Isole
- Locarno
- Melezza
- Navegna
- Onsernone
- Verzasca

mit total 19 Gemeinden.
| Wappen               | Name der Gemeinde    | Einwohner (31. Dezember 2023) | Fläche in km² | Einw. pro km² | Kreis      |
| -------------------- | -------------------- | ----------------------------- | ------------- | ------------- | ---------- |
| Gambarogno           | Gambarogno           | 5086                          | 51,79         | 98            | Gambarogno |
| Ascona               | Ascona               | 5381                          | 4,95          | 1087          | Isole      |
| Brissago             | Brissago             | 1619                          | 17,89         | 90            | Isole      |
| Losone               | Losone               | 6766                          | 9,26          | 731           | Isole      |
| Ronco sopra Ascona   | Ronco sopra Ascona   | 524                           | 5,01          | 105           | Isole      |
| Locarno              | Locarno              | 16'394                        | 18,91         | 867           | Locarno    |
| Muralto              | Muralto              | 2587                          | 0,59          | 4385          | Locarno    |
| Orselina             | Orselina             | 699                           | 1,94          | 360           | Locarno    |
| Centovalli           | Centovalli           | 1098                          | 53,39         | 21            | Melezza    |
| Terre di Pedemonte   | Terre di Pedemonte   | 2673                          | 11,59         | 231           | Melezza    |
| Brione sopra Minusio | Brione sopra Minusio | 442                           | 3,82          | 116           | Navegna    |
| Cugnasco-Gerra       | Cugnasco-Gerra       | 2862                          | 18,21         | 157           | Navegna    |
| Gordola              | Gordola              | 4814                          | 6,95          | 693           | Navegna    |
| Lavertezzo           | Lavertezzo           | 1238                          | 0,89          | 1391          | Navegna    |
| Mergoscia            | Mergoscia            | 203                           | 12,16         | 17            | Navegna    |
| Minusio              | Minusio              | 7365                          | 5,86          | 1257          | Navegna    |
| Tenero-Contra        | Tenero-Contra        | 3397                          | 3,70          | 918           | Navegna    |
| Onsernone            | Onsernone            | 663                           | 105,39        | 6             | Onsernone  |
| Verzasca             | Verzasca             | 786                           | 218,48        | 4             | Verzasca   |
| Total (19)           | Total (19)           | 64'597                        | 550,78        | 117           | (7)        |

## Veränderungen im Gemeindebestand

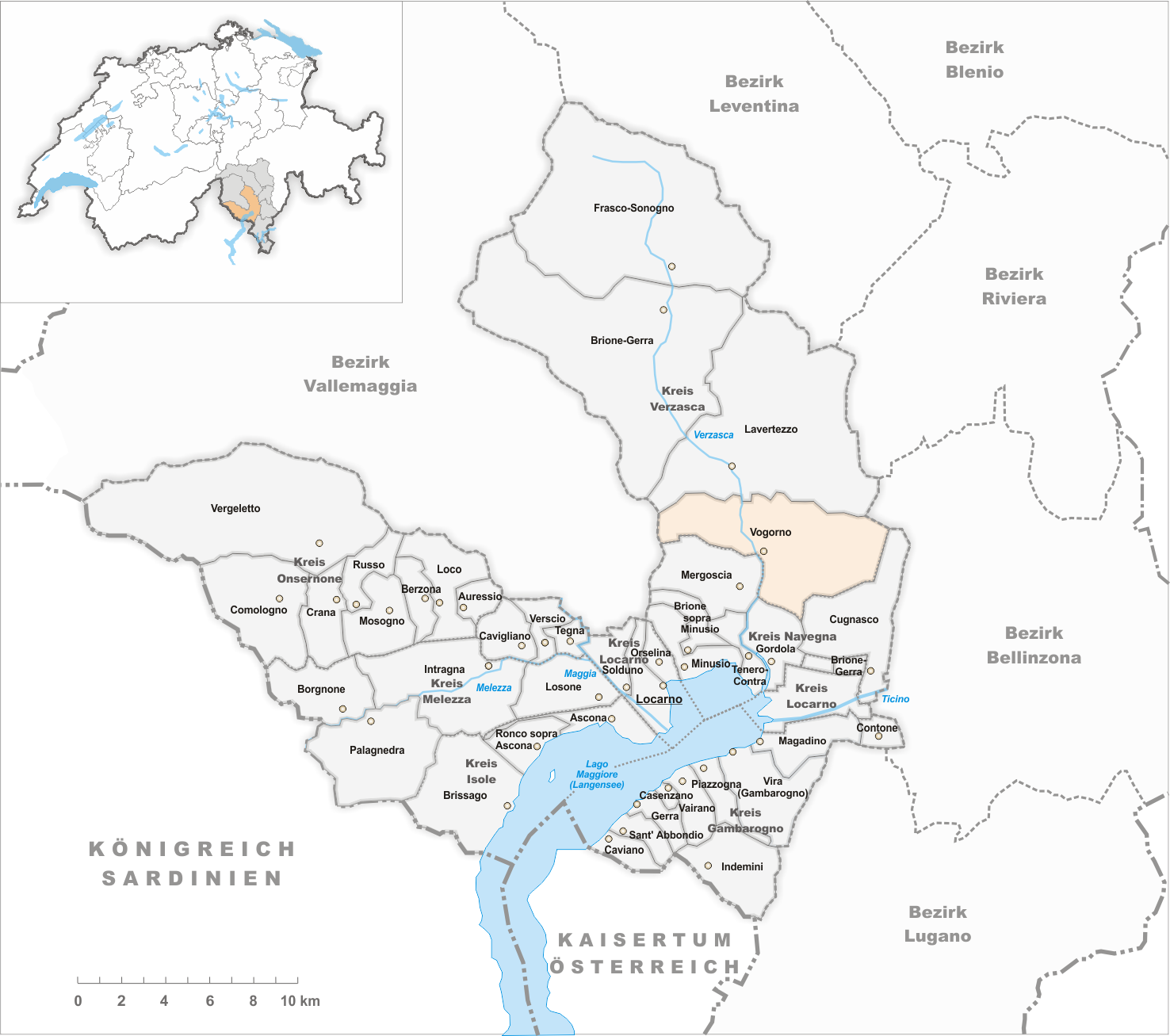
Gemeinden bis 1821
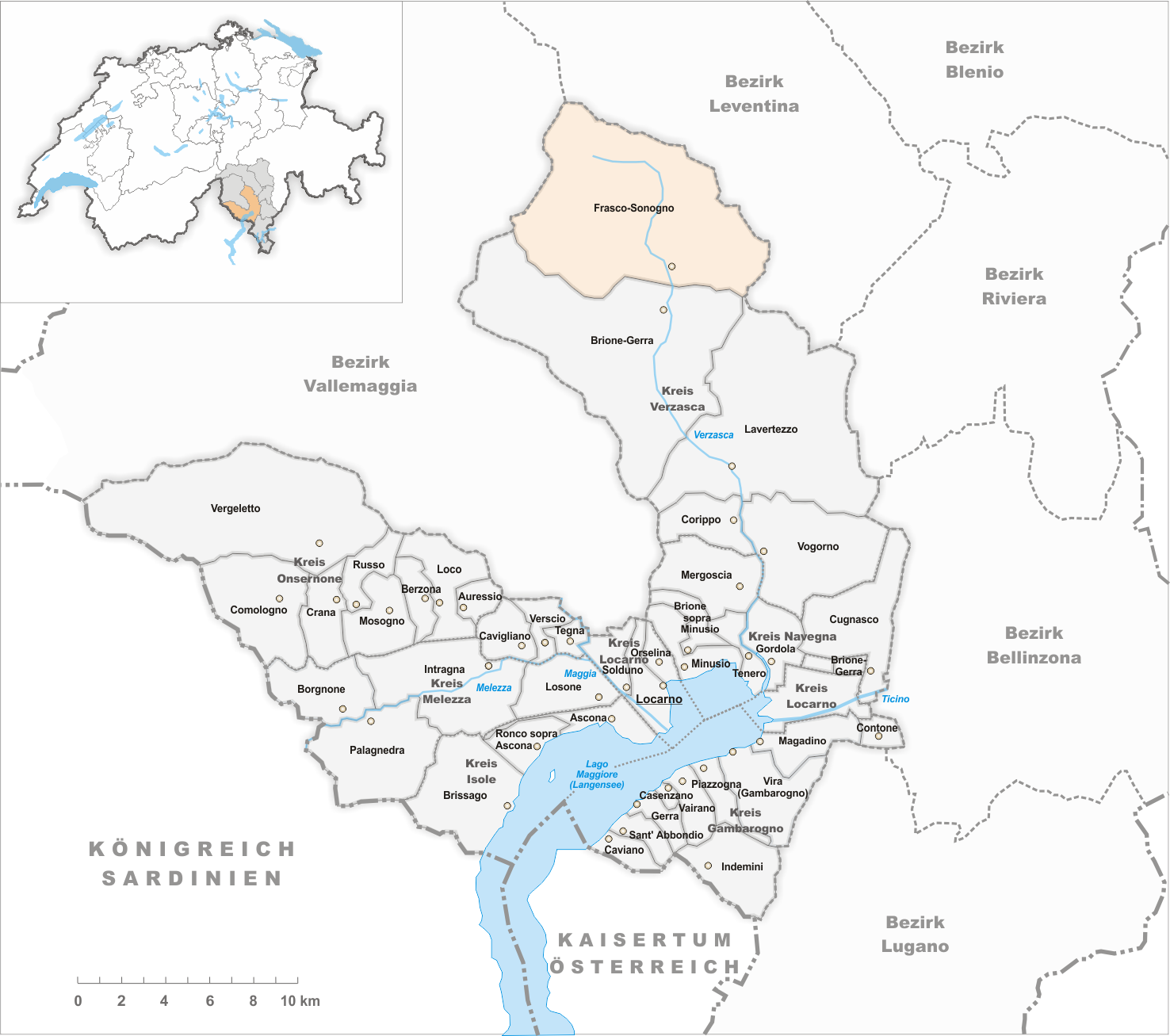
Gemeinden bis 1843
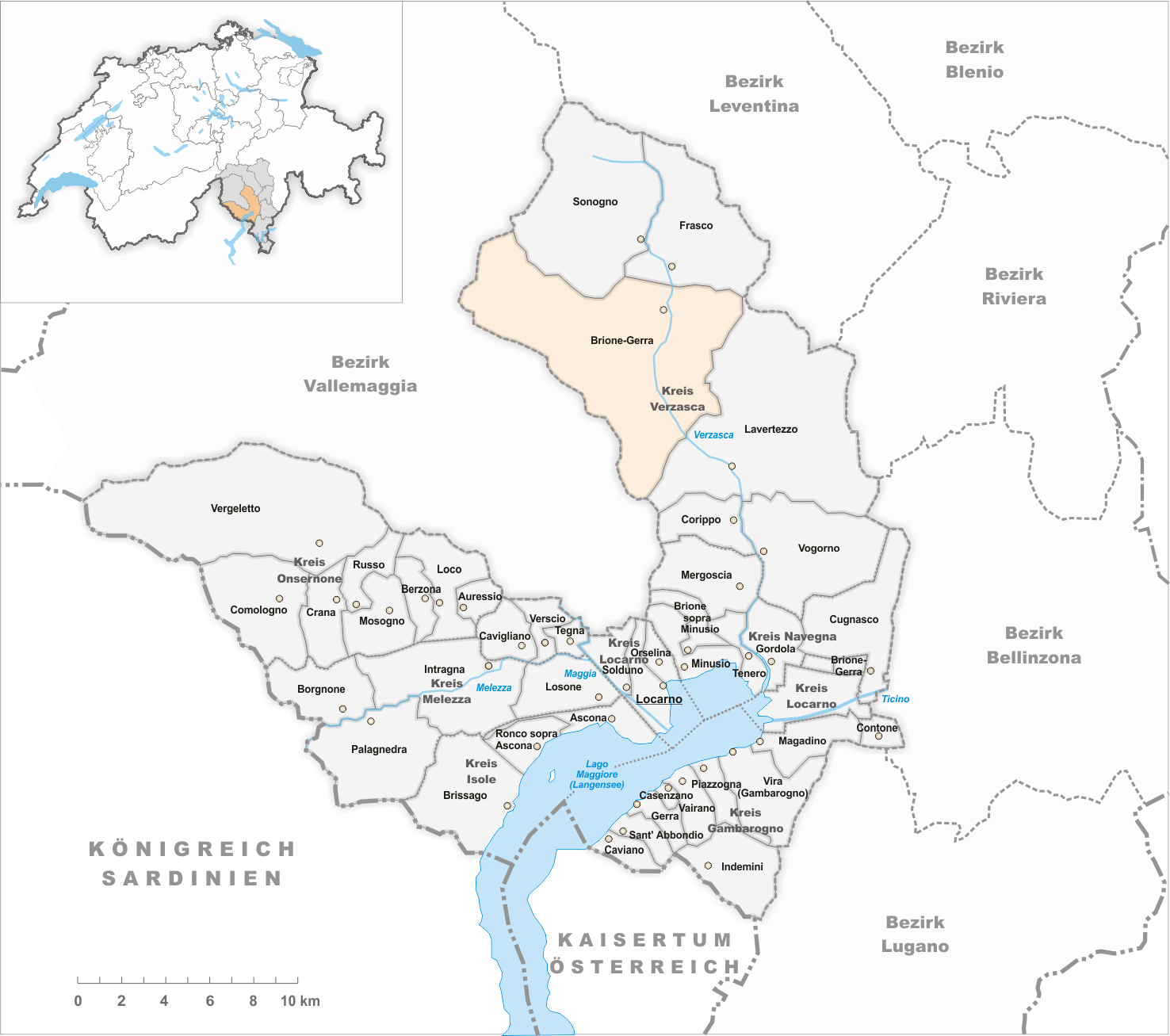
Gemeinden bis 1851
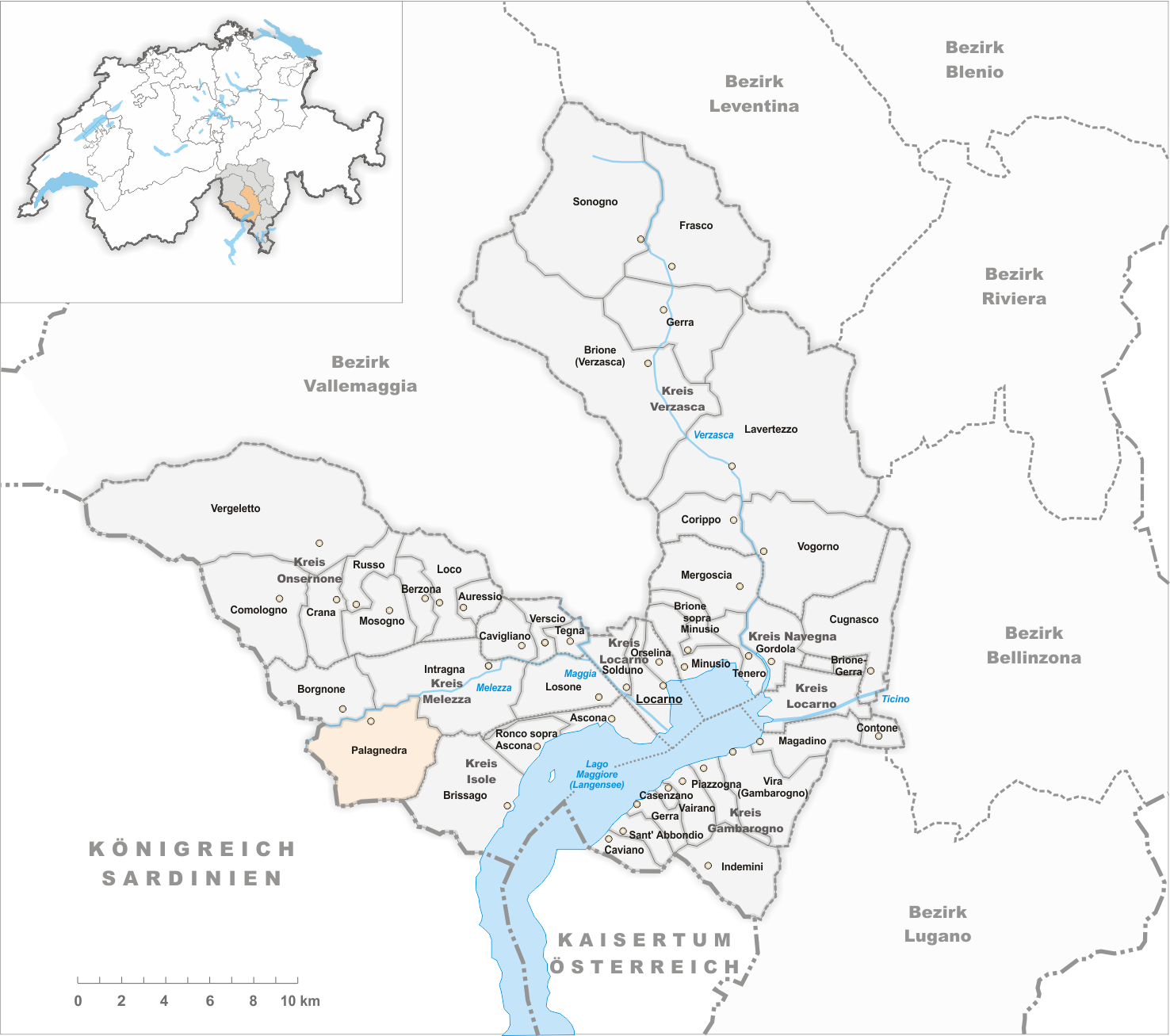
Gemeinden bis 1863
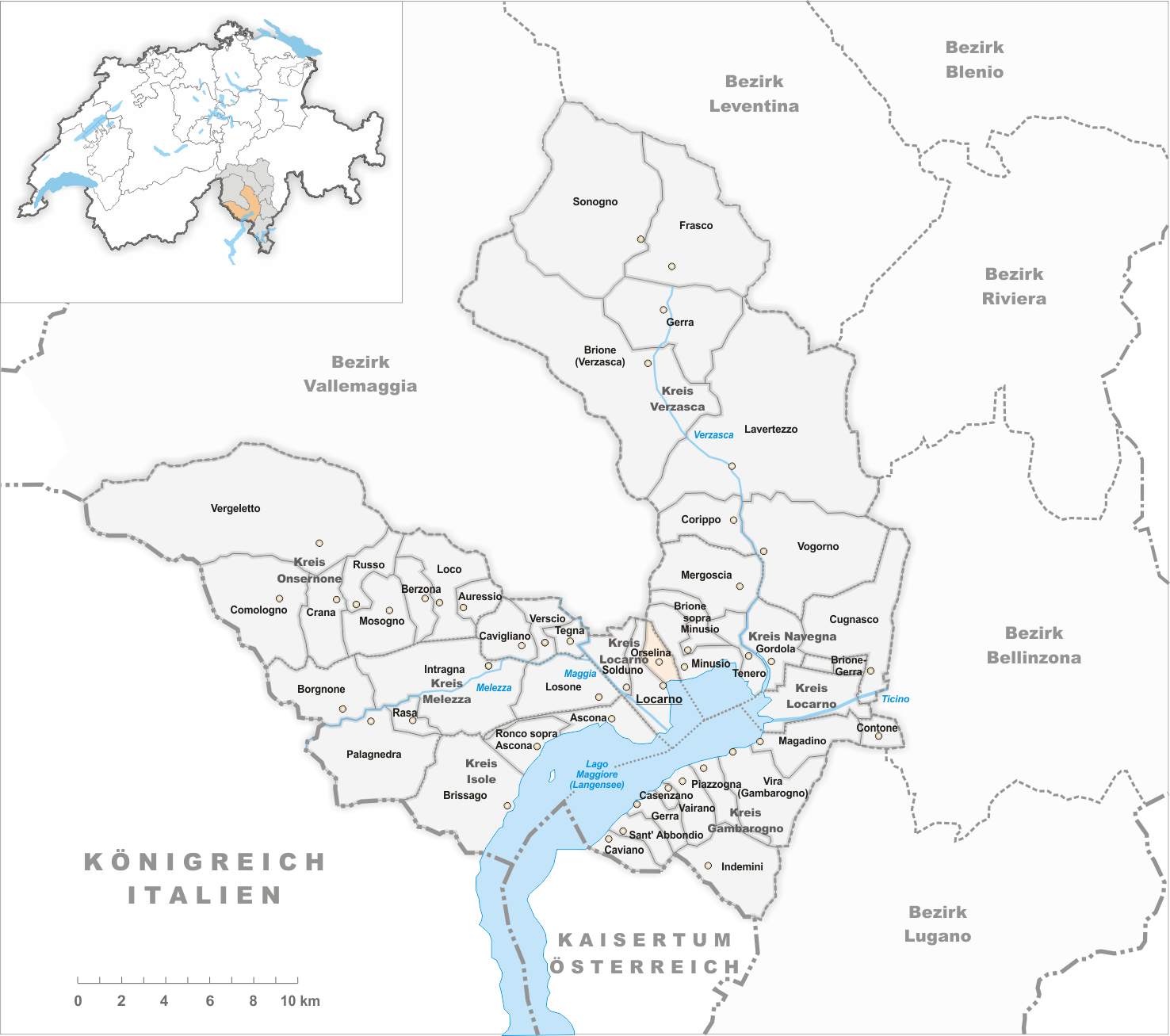
Gemeinden bis 1880
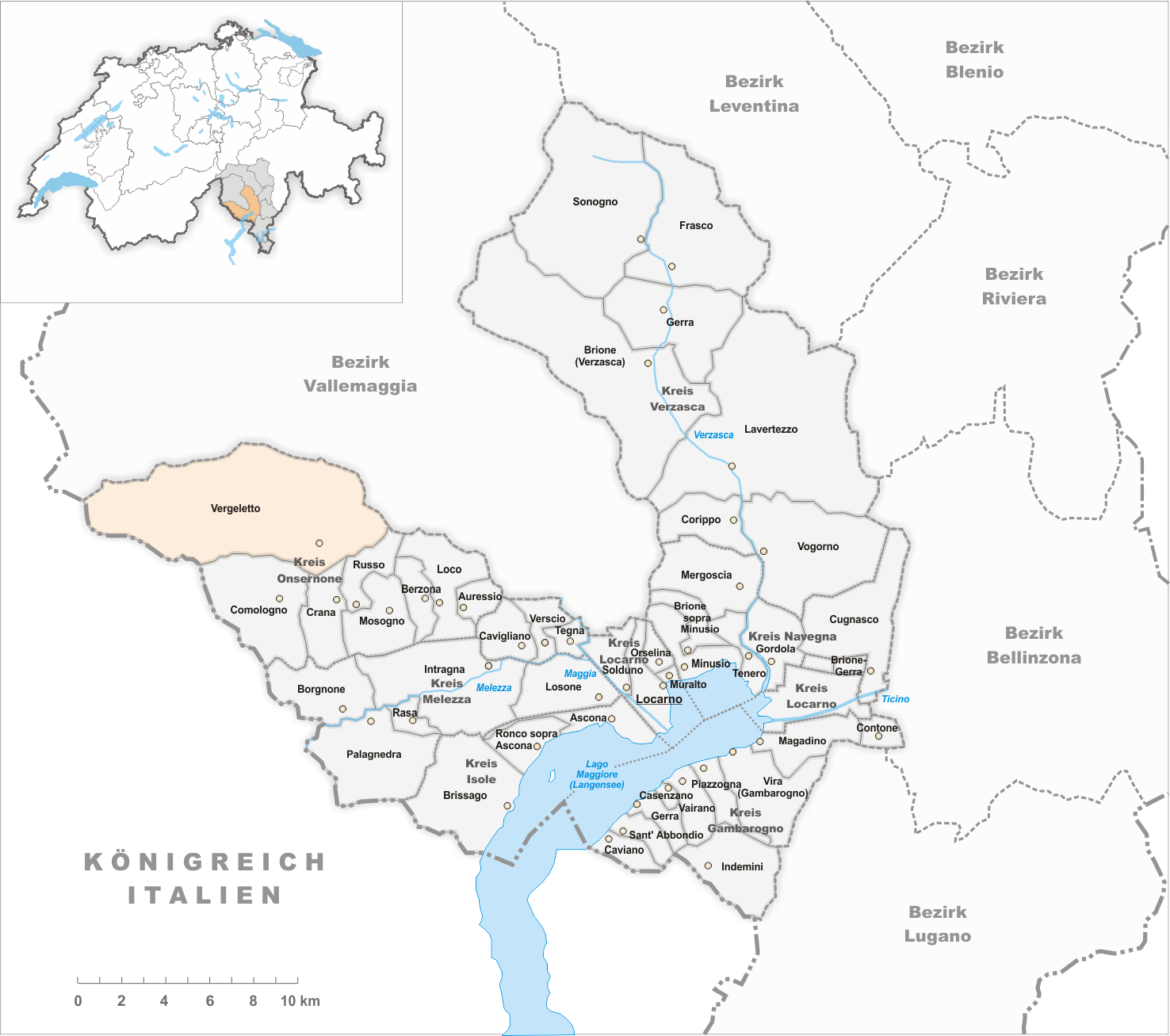
Gemeinden bis 1881
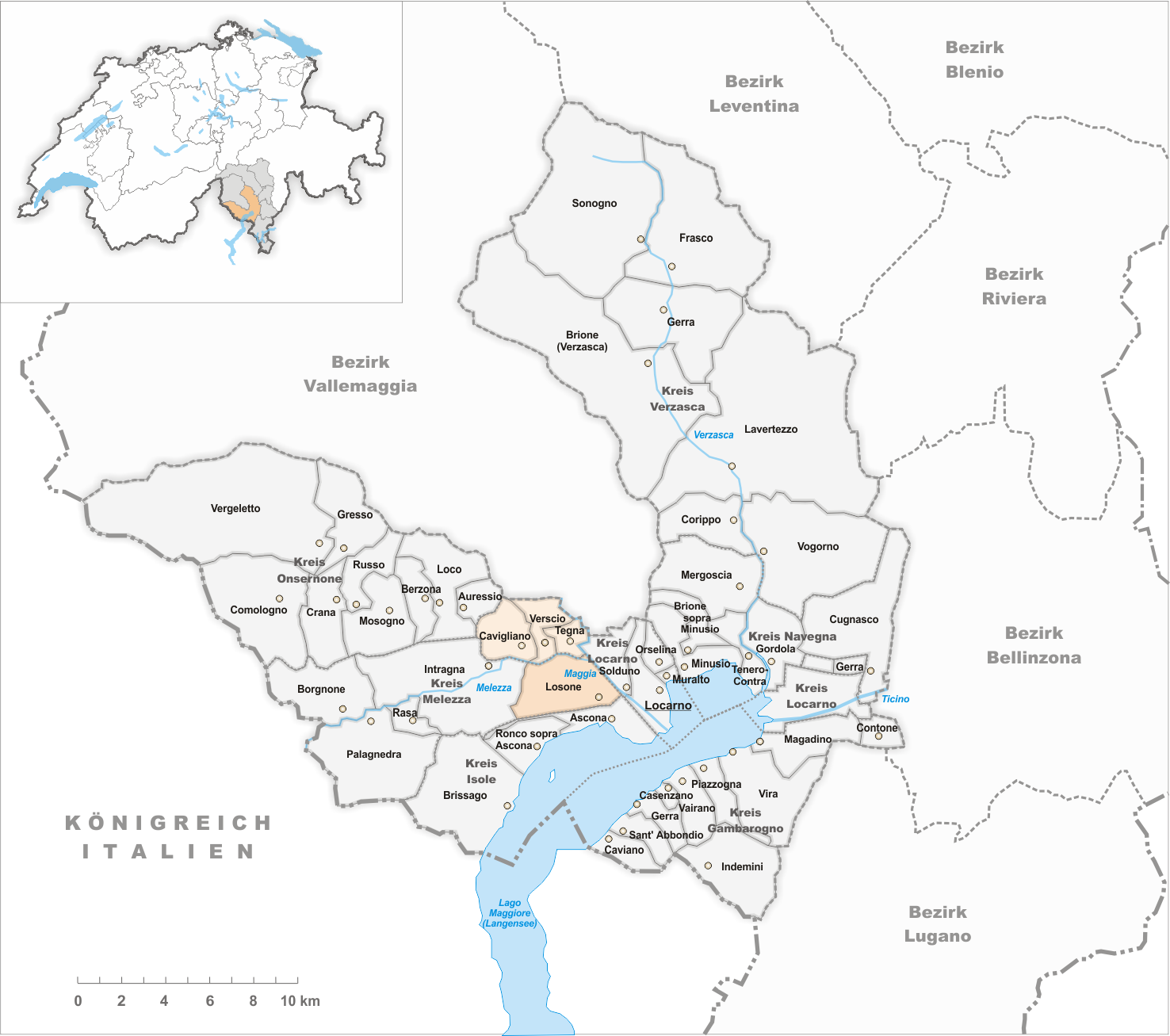
Gemeinden bis 1904
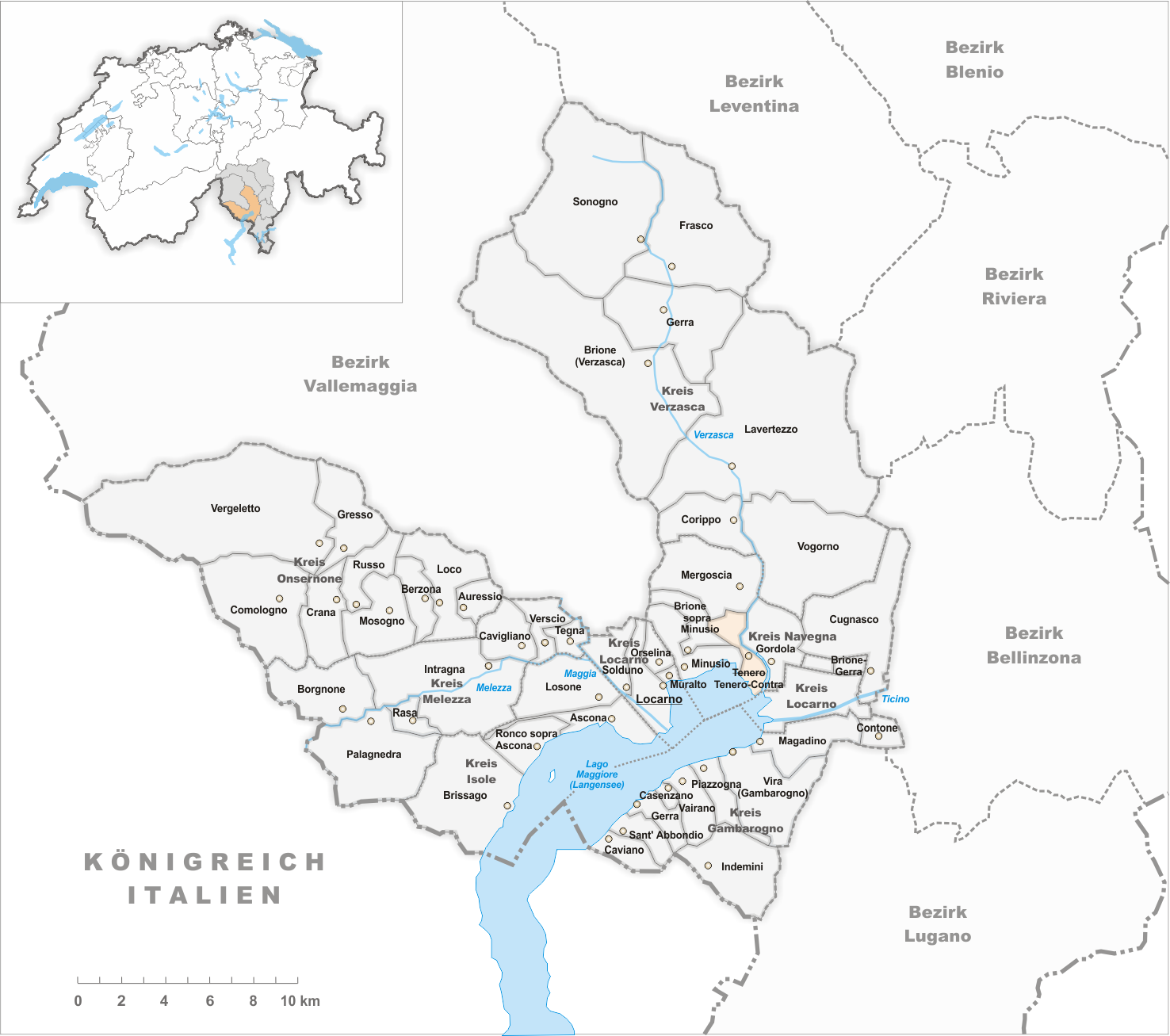
Gemeinden bis 1913
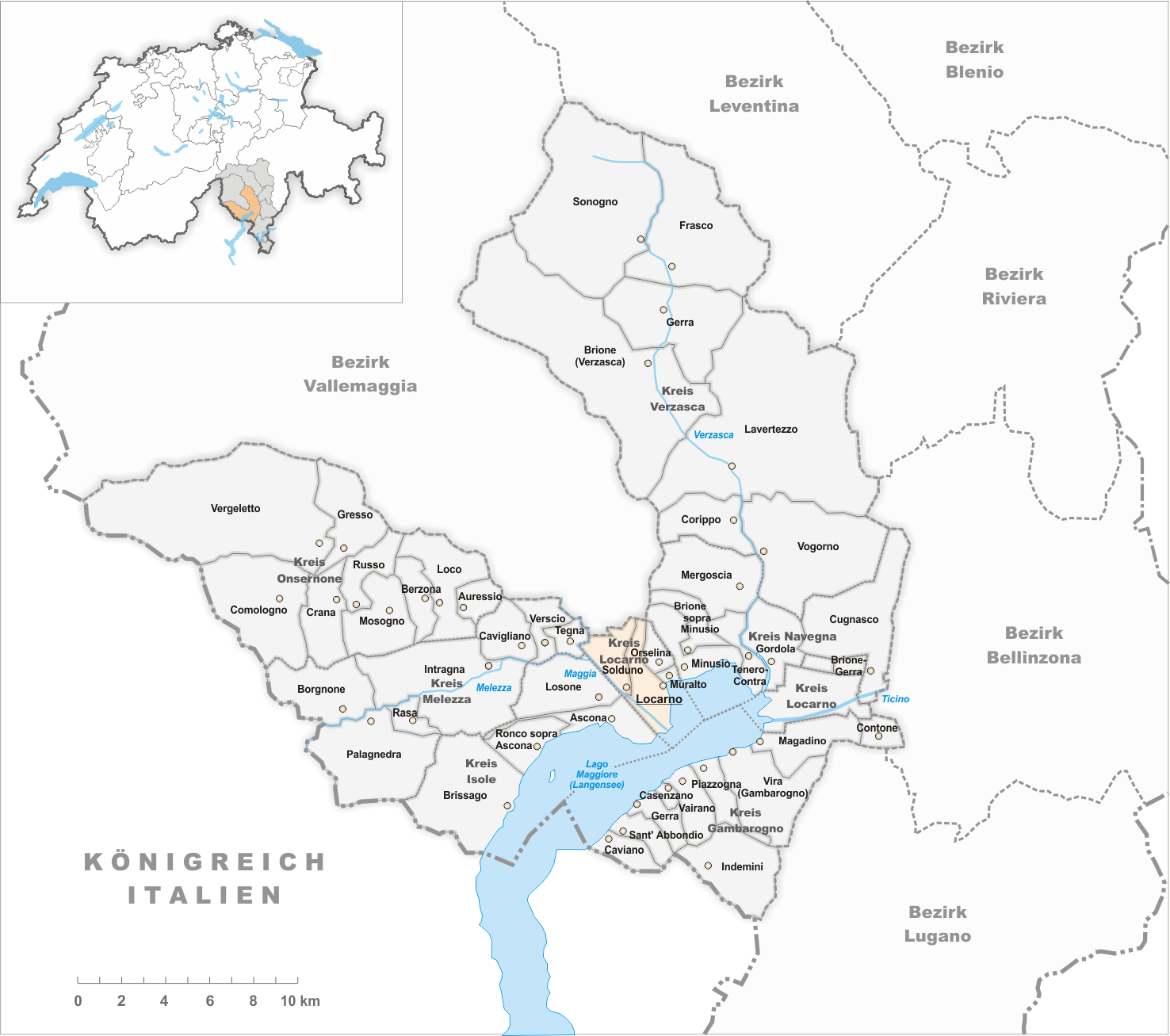
Gemeinden bis 1928
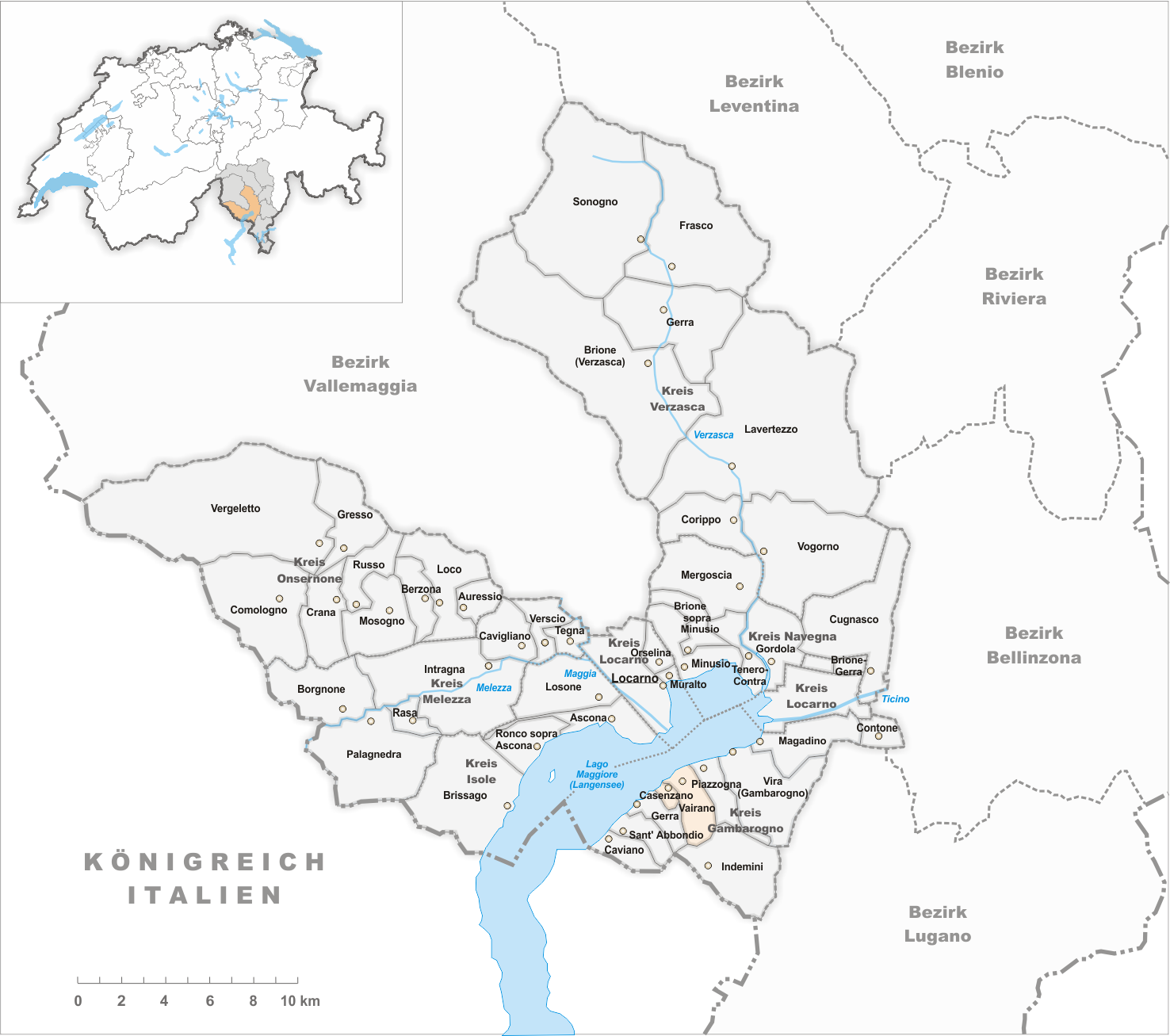
Gemeinden bis 1929
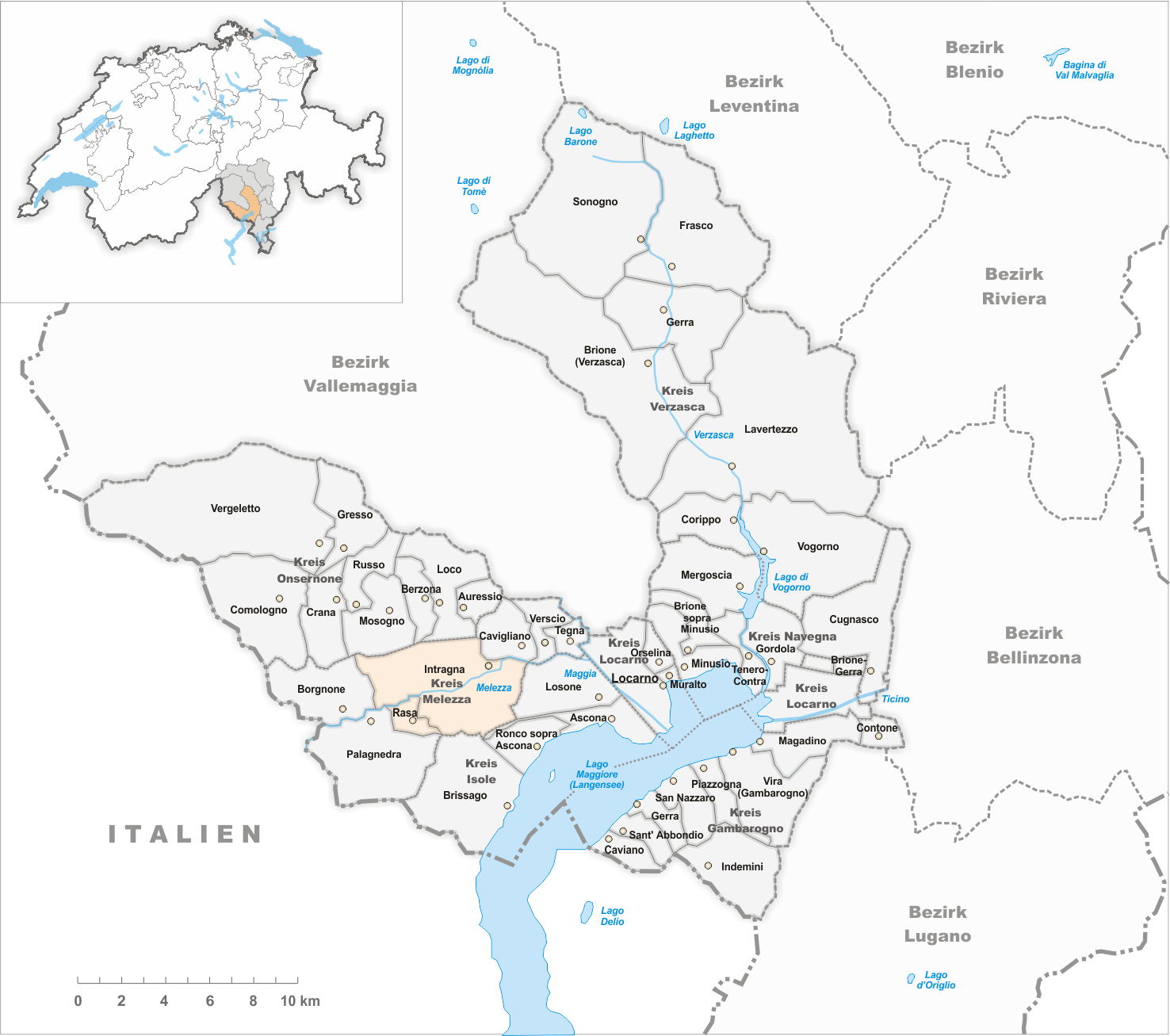
Gemeinden bis 1971
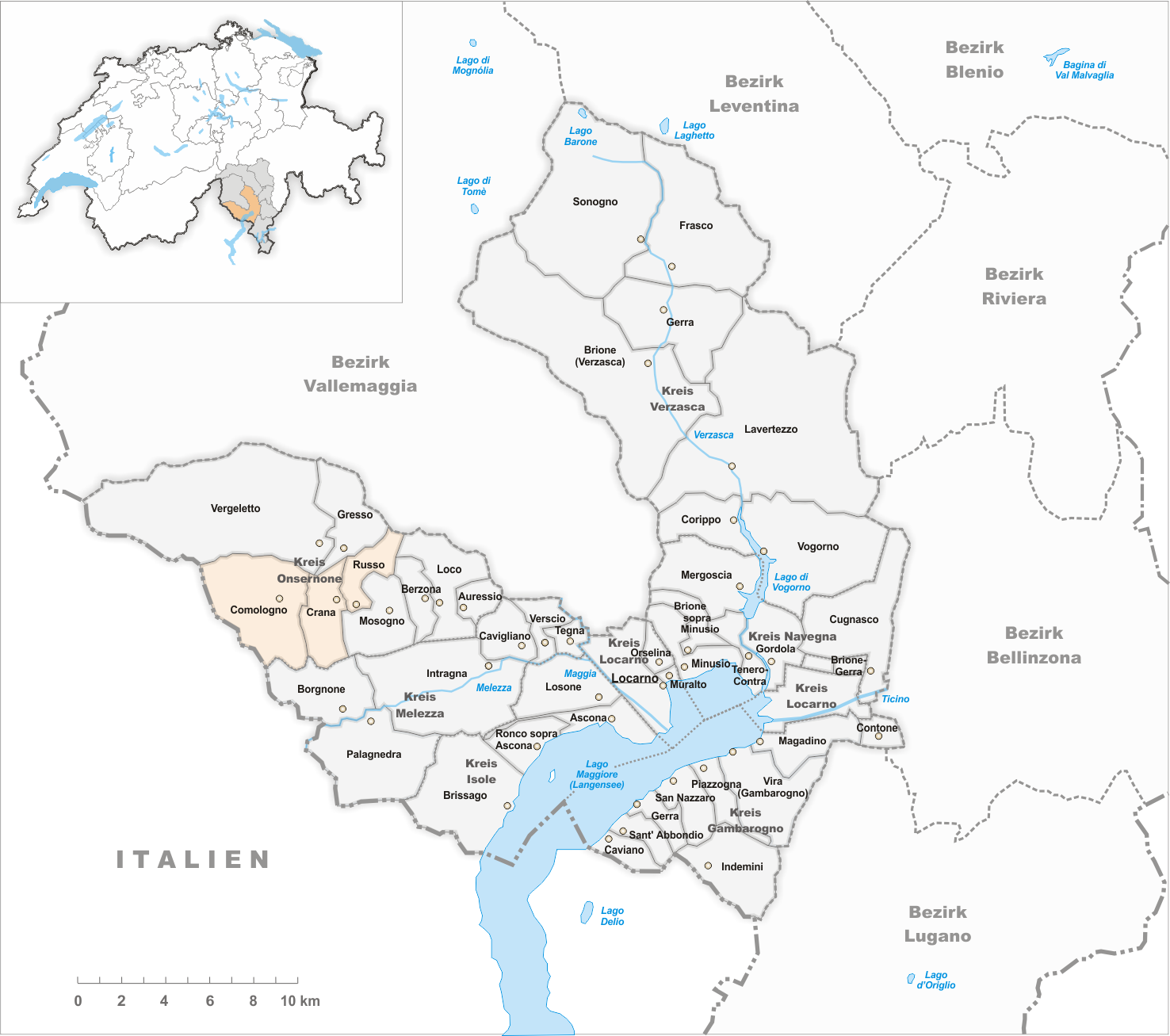
Gemeinden bis 1994
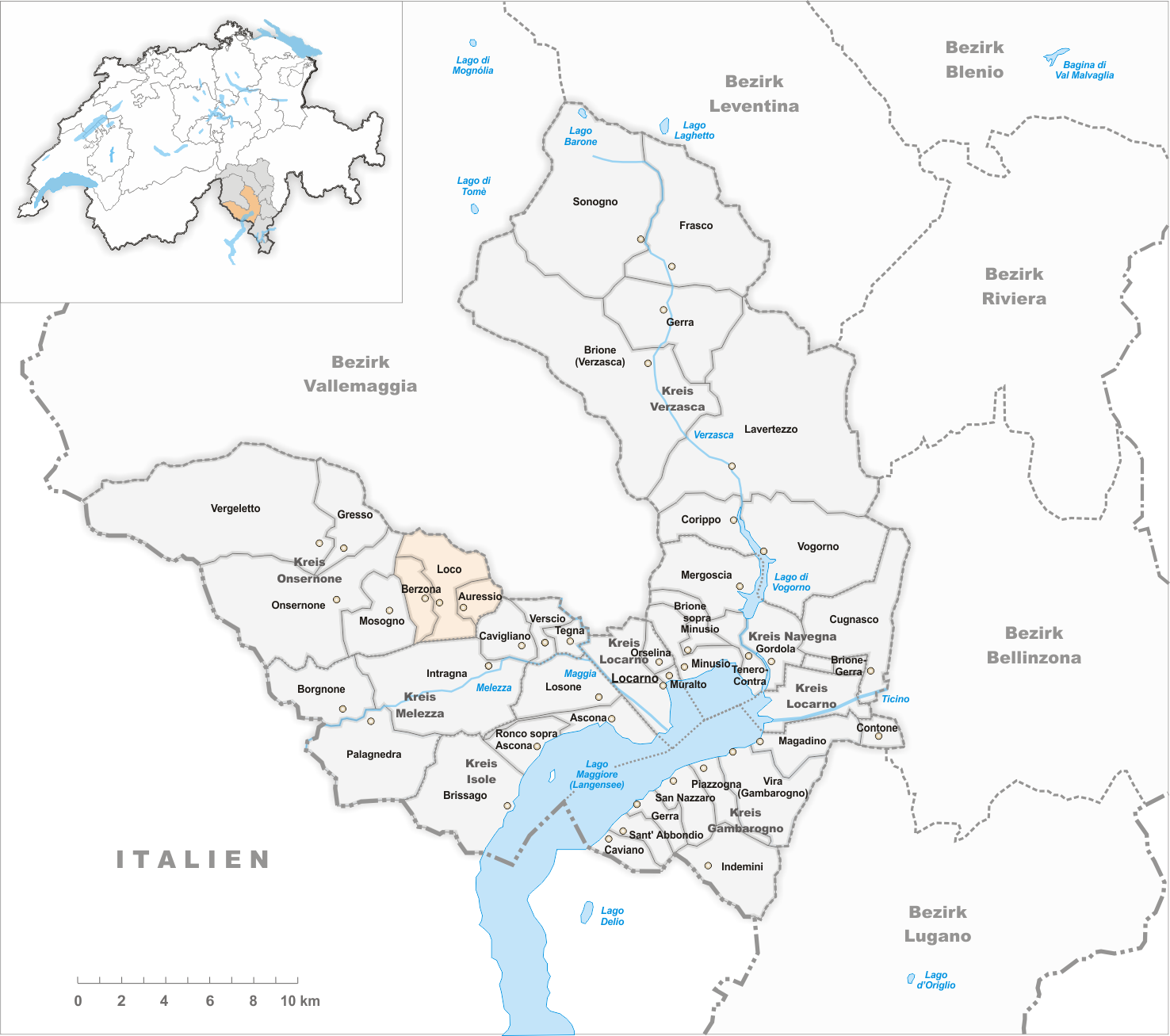
Gemeinden bis 2001
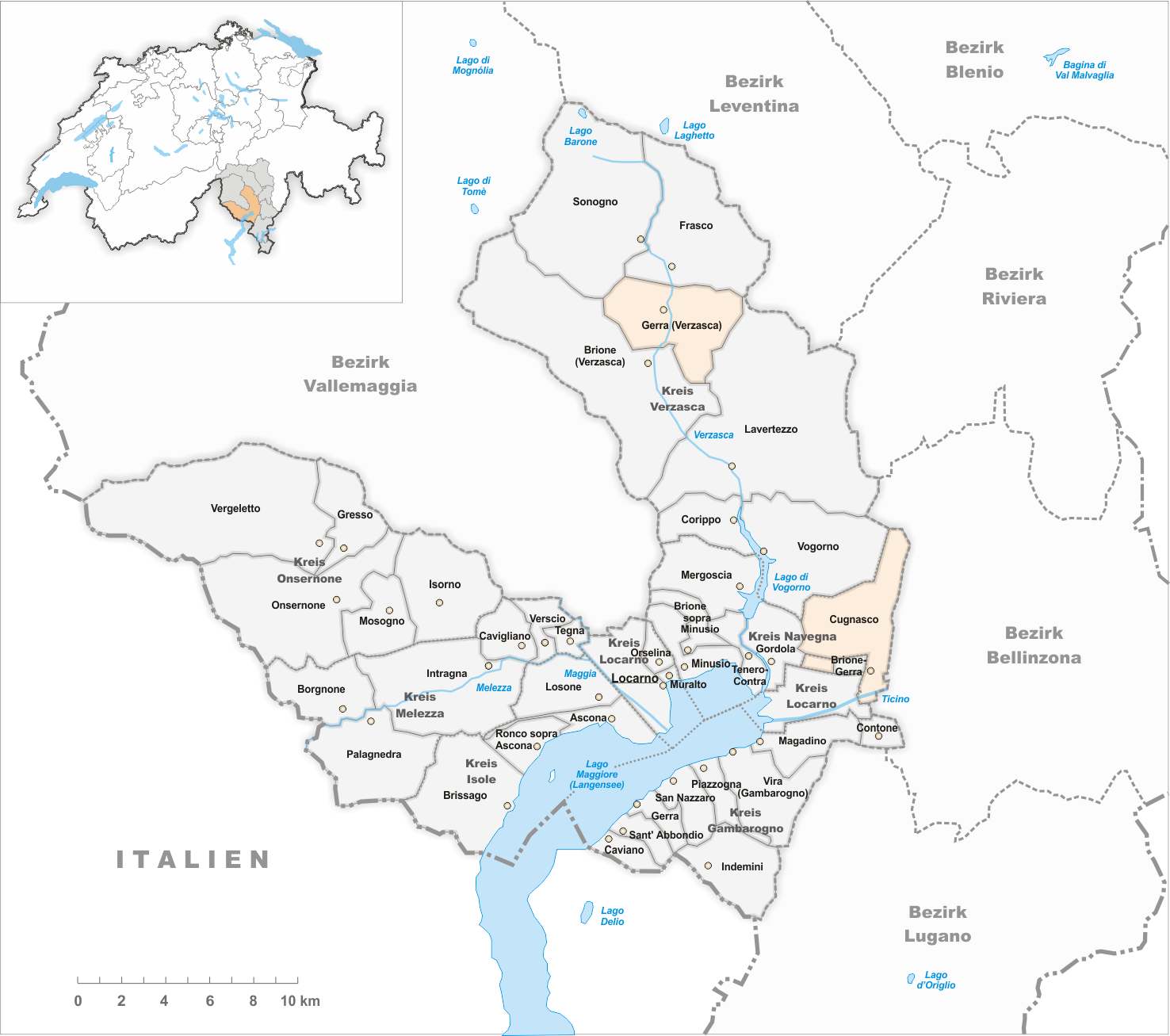
Gemeinden bis 2008
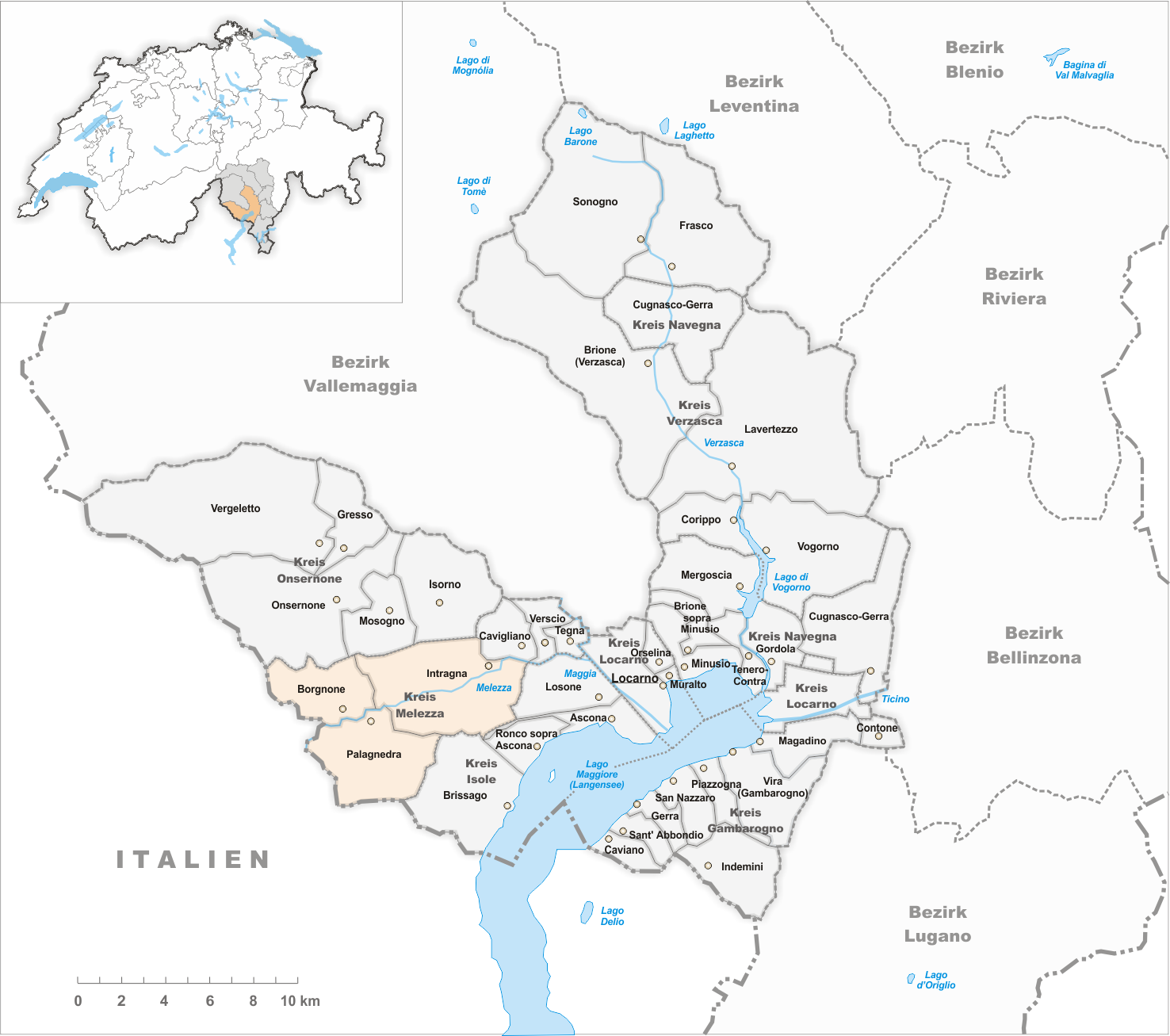
Gemeinden bis 2009
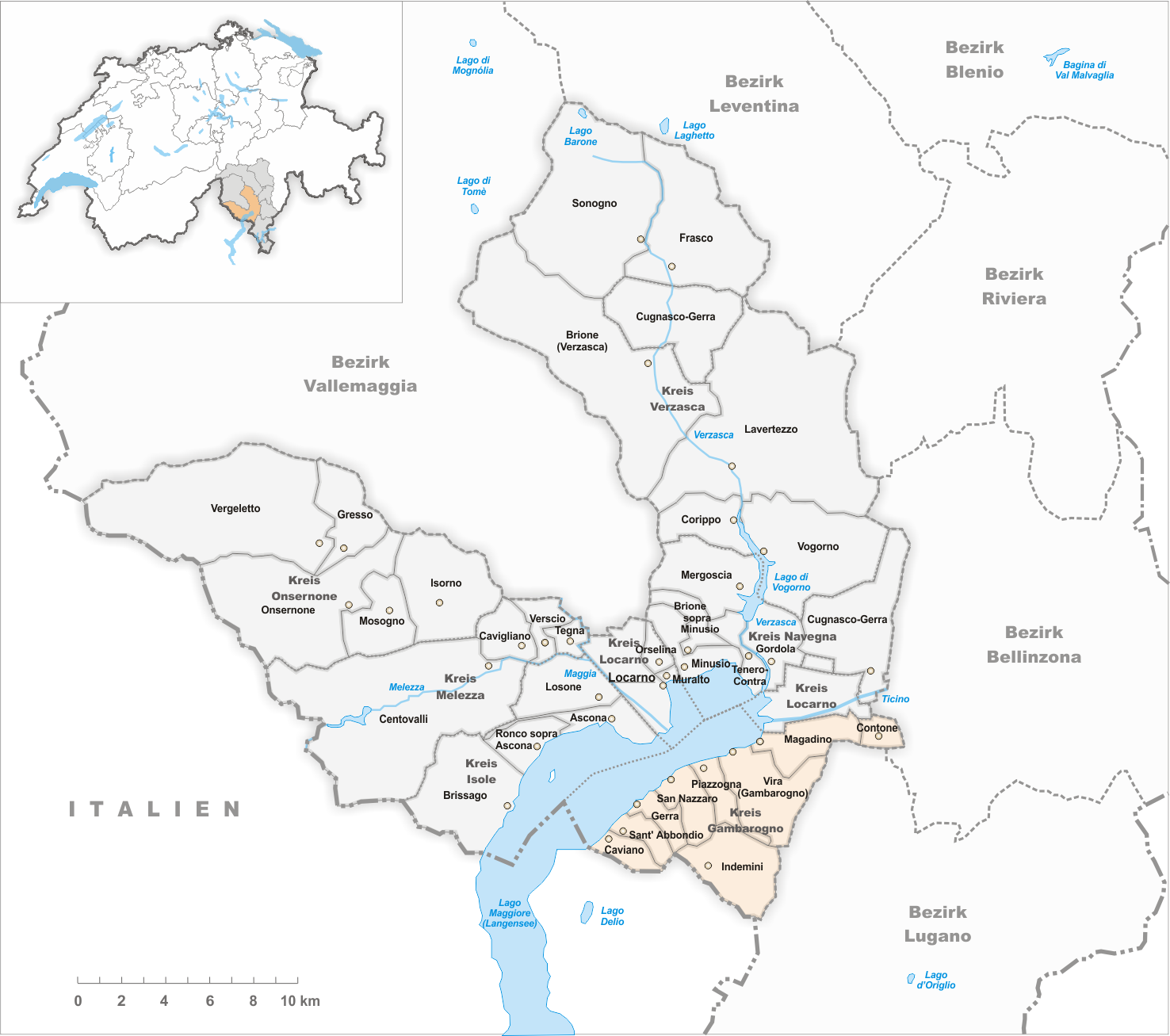
Gemeinden bis 2010
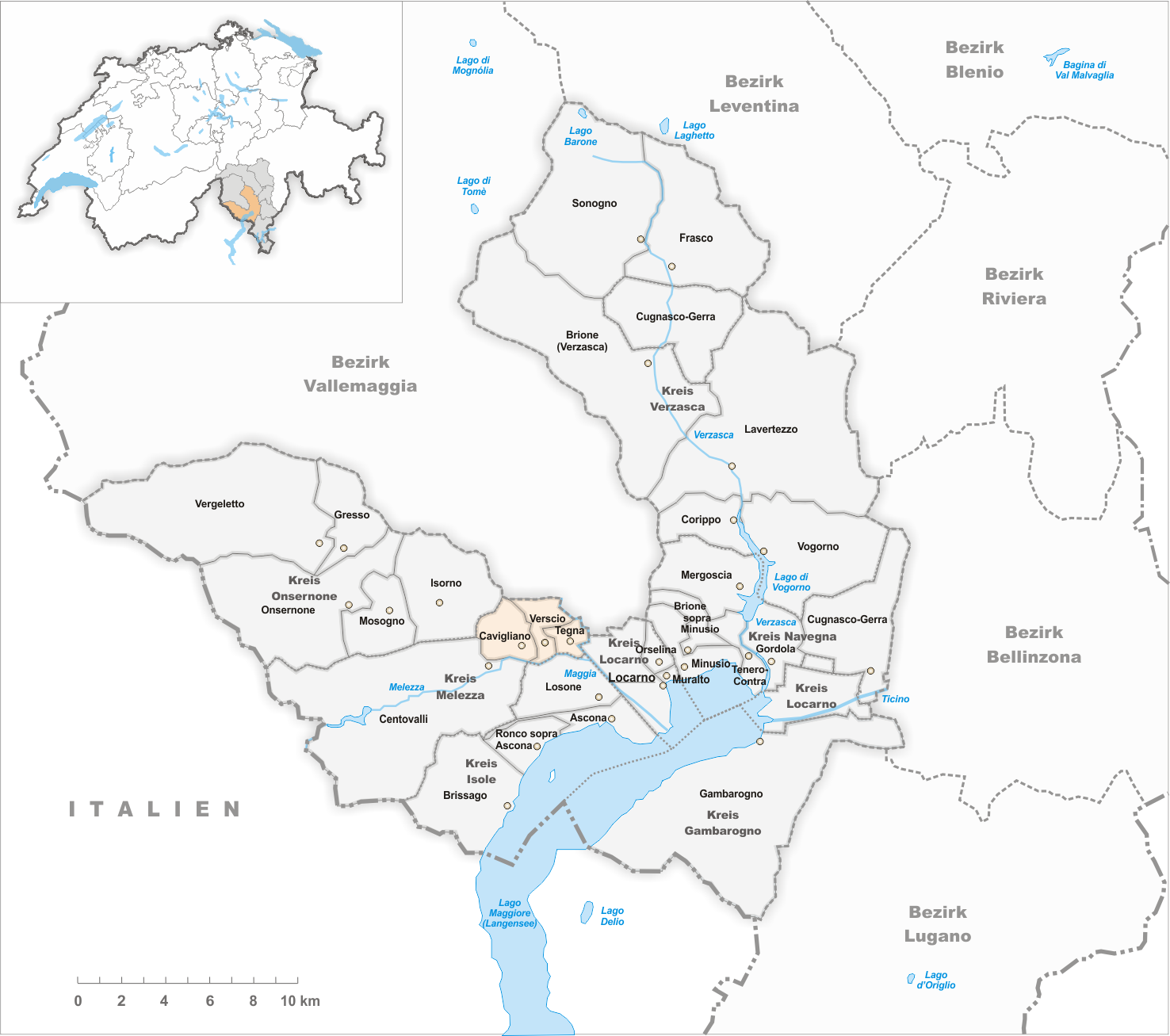
Gemeinden bis 2013
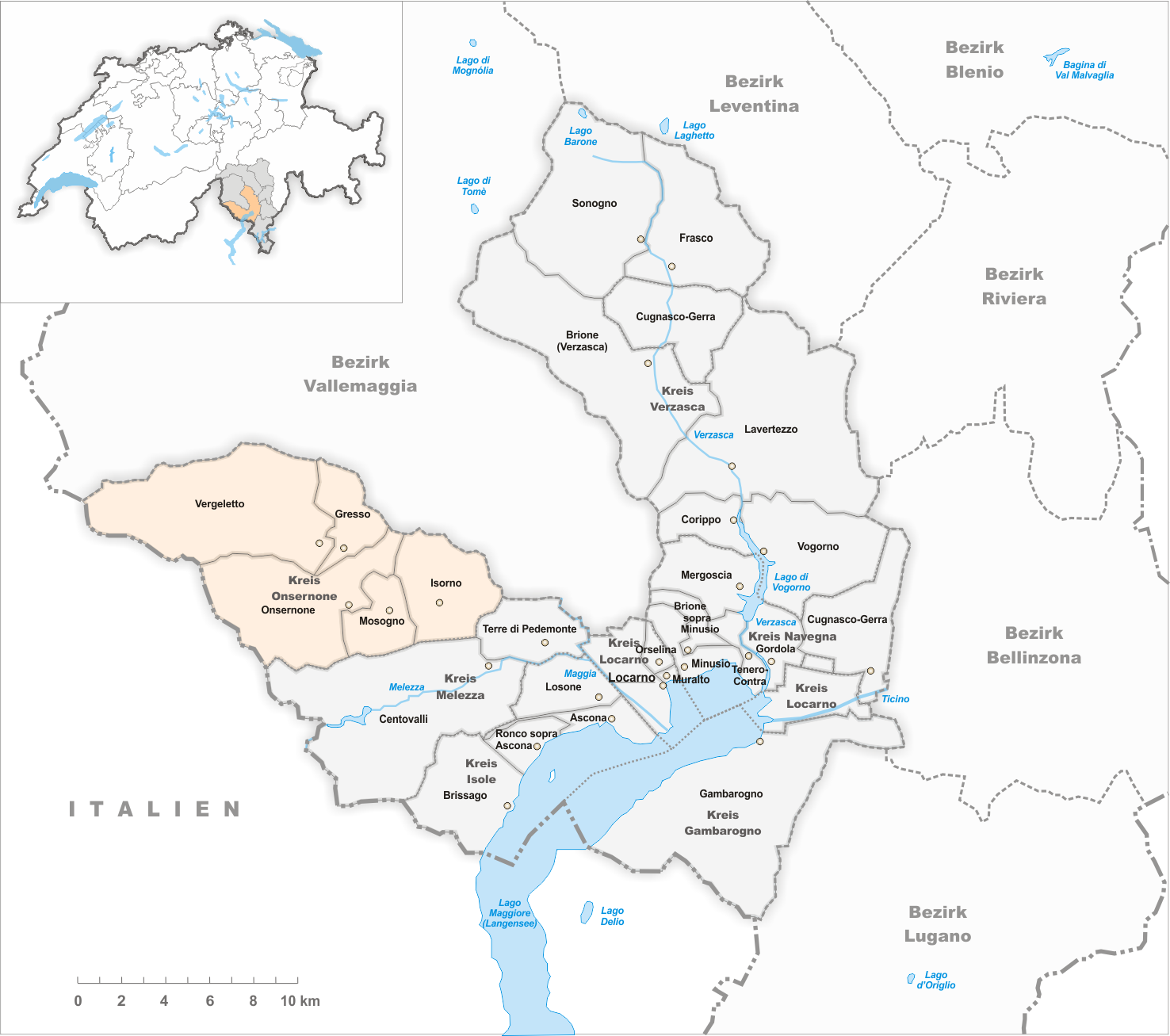
Gemeinden bis 2016
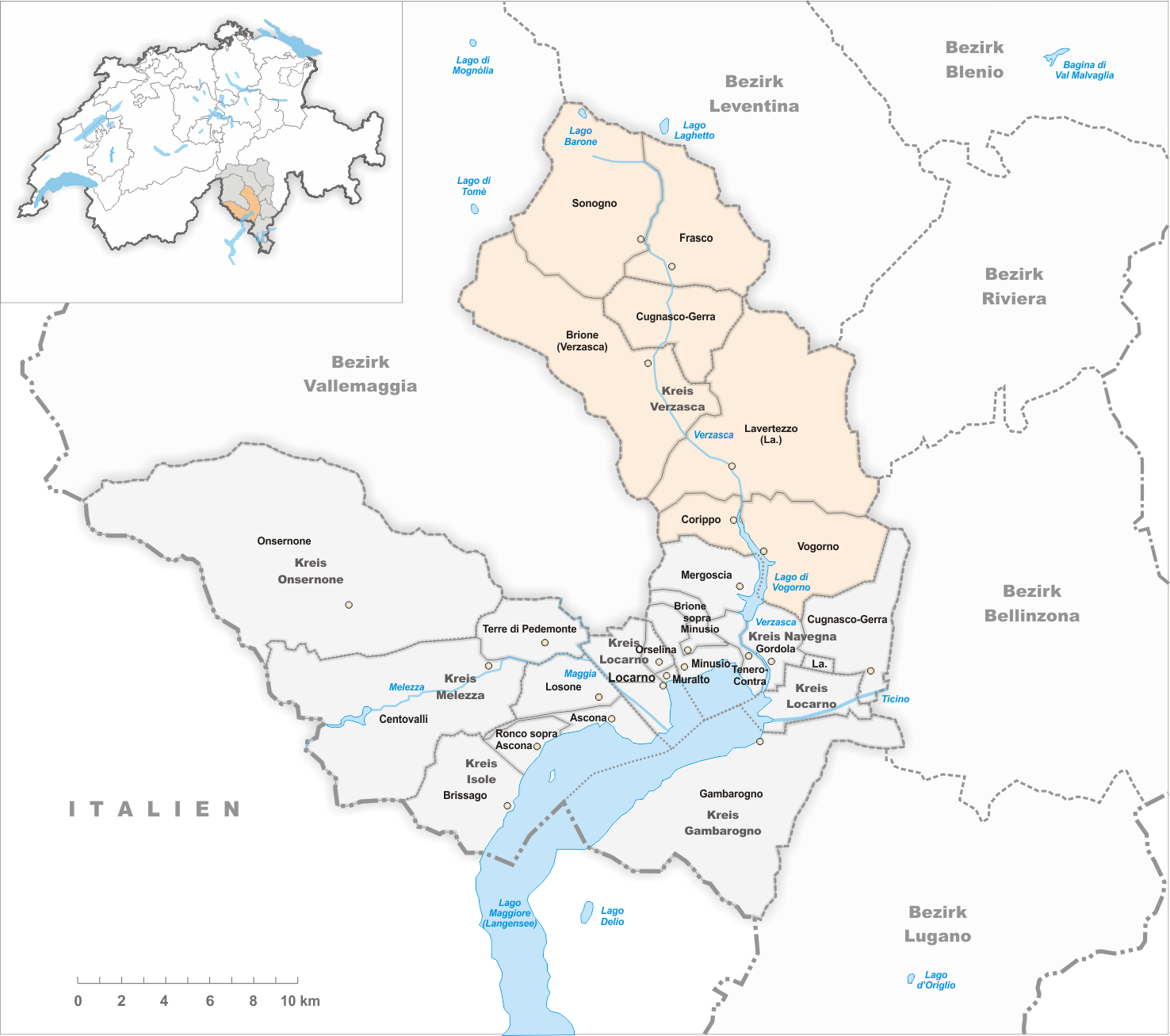
Gemeinden bis 2020

- 1. Januar 1822: Aufteilung von Vogorno → Vogorno und Corippo
- 1. Januar 1844: Aufteilung von Frasco-Sonogno → Frasco und Sonogno
- 1. Januar 1852: Aufteilung von Brione-Gerra →  Brione (Verzasca) und Gerra (Verzasca)
- 1. Januar 1864: Abspaltung von Palagnedra → Rasa
- 1. Januar 1881: Abspaltung von Orselina → Muralto
- 1. Januar 1882: Abspaltung von Vergeletto → Gresso
- 9. Juni 1904: Kreiswechsel der Gemeinden Tegna, Verscio und Cavigliano vom Kreis Locarno  →  Kreis Melezza
- 9. Juni 1904: Kreiswechsel der Gemeinde Losone vom Kreis Melezza → Kreis Isole
- 1. Januar 1914: Namensänderung Contra → Tenero-Contra
- 1. Januar 1928: Fusion Solduno und Locarno → Locarno
- 1. Januar 1930: Fusion Casenzano und Vairano → San Nazzaro
- 23. April 1972: Fusion Rasa und Intragna → Intragna
- 1. Januar 1995: Fusion Crana, Russo und Comologno → Onsernone
- 13. April 2001: Fusion Auressio, Berzona und Loco → Isorno
- 20. April 2008: Fusion Cugnasco und Gerra (Verzasca) → Cugnasco-Gerra
- 25. Oktober 2009: Fusion Borgnone, Intragna und Palagnedra → Centovalli
- 25. April 2010: Fusion Caviano, Contone, Gerra (Gambarogno), Indemini, Magadino, Piazzogna, San Nazzaro, Sant’Abbondio und Vira (Gambarogno) → Gambarogno
- 14. April 2013: Fusion Cavigliano, Tegna und Verscio → Terre di Pedemonte
- 10. April 2016: Fusion Gresso, Isorno, Mosogno, Onsernone und Vergeletto → Onsernone
- 18. Oktober 2020: Fusion Brione (Verzasca), Corippo, Cugnasco-Gerra (Gerra Valle), Frasco, Lavertezzo (Lavertezzo Valle), Sonogno und Vogorno → Verzasca